# Yasmeena Ali
Khadija Cohen (nhũ danh Patman; sinh ngày 1 tháng 12 năm 1993), nổi danh qua cái tên Yasmeena Ali (tiếng Ba Tư: ياسمينا على), là một nữ diễn viên phim khiêu dâm người Anh gốc Afghanistan. Ali có lẽ được biết đến nhiều nhất vì dính líu vào một vụ án hình sự năm 2020, theo đó cha cô và anh họ của ông định lên kế hoạch giết cô vì nghề đóng phim khiêu dâm của cô khiến cả gia đình mang tiếng xấu trong cộng đồng Afghanistan tại Anh và nhất là đã tự ý cải đạo từ Hồi giáo sang Do Thái giáo.

## Tiểu sử
Ali chào đời với cái tên khai sinh Khadija Patman tại khu vực Kabul do Taliban kiểm soát vào ngày 1 tháng 12 năm 1993. Khi cô 7 tuổi, cô cùng gia đình rời khỏi Afghanistan di cư sang Anh. Cha mẹ Ali nuôi dạy cô như một tín đồ Hồi giáo nghiêm khắc, nhưng cô đã cải đạo sang Do Thái giáo ở tuổi 19 sau khi bị đuổi khỏi nhà vì dám hẹn hò với một chàng trai Do Thái.
Ali khởi đầu sự nghiệp của đời mình khi cô được gặp đạo diễn phim khiêu dâm David Cohen mà về sau họ kết hôn cùng nhau. Trước đây hai người từng sinh sống ở Áo và mới chuyển đến Slovakia vào năm 2017. Năm 2020, Ali bị vướng vào một vụ án hình sự khi cảnh sát bắt giữ cha cô và anh họ của ông với tội danh mưu sát cô do dám rời bỏ đạo Hồi và "làm ô danh gia đình" vì sự lựa chọn nghề nghiệp của mình. Cơ quan Phòng chống Tội phạm Quốc gia Anh tuyên bố rằng cả hai đã vài lần đi đến Slovakia vào năm 2018 để tìm kiếm cô và một kẻ sát nhân đề nghị giết cô với giá 70.000 đô la.
Ali hiện ủng hộ quyền của phụ nữ và "lên án các nhà hoạt động chủ nghĩa tự do đã nhắm mắt làm ngơ trước sự vi phạm các quyền này của Hồi giáo".